# De pruimenjongen
De pruimenjongen is een volksverhaal uit Nederland.

## Het verhaal
Een arme dagloner woont met zijn drie zonen in een hut. De zonen zijn bijna volwassen. Bij de hut groeit een pruimenboom en ze groeien het hele jaar door. De koning houdt van pruimen en wil in de winter pruimen eten. Degene die hem pruimen kan brengen, mag met de prinses trouwen. De oudste zoon plukt een mand vol pruimen en gaat op weg. Hij komt een oude vrouw tegen en zegt dat hij padden bij zich heeft. De jongen komt bij het paleis en als hij de mand opent, komen er padden uit. De jongen wordt weggestuurd en thuis vertelt hij het verhaal. De tweede zoon gaat ook op weg met een mand vol pruimen en zegt tegen de oude vrouw dat het eikels zijn. De jongen komt op het paleis en wordt weggestuurd. Thuis vertelt hij dat er eikels in de mand zaten. De derde broer gaat op weg en hij vertelt dat hij de mooiste pruimen voor de koning heeft. Op het paleis wordt hij niet vriendelijk ontvangen, maar als de mensen de pruimen zien wordt hij binnengelaten. De mensen smullen van de pruimen en de jongen wacht op zijn beloning. De koning wil dat de jongen eerst een opdracht volbrengt.
Een bediende brengt een gesloten mand met twaalf konijnen. De jongen moet de konijnen in een weiland hoeden en 's avonds terugbrengen. De dieren lopen het bos in en de jongen gaat naar huis. Hij komt de oude vrouw tegen en vertelt het verhaal. De vrouw geeft een zilveren fluitje en de jongen gaat terug. Hij blaast op het fluitje en de konijnen komen terug. De jongen snijdt een proppenschieter uit een vliertak en maakt proppen van boomwortel. Er komt een opperjachtmeester van de koning met zijn hond en deze man heeft een oogje op de prinses. Hij vraagt wat de konijnen kosten, maar deze zijn alleen te winnen. De jongen zegt dat de man een konijn mag hebben voor elk propje wat zijn neus raakt. De jager laat de jongen zijn gang gaan en krijgt één konijn mee. De jongen blaast op zijn fluitje en het konijn ontsnapt. De jager stuurt zijn hond achter het konijn aan, maar de hond gaat de andere kant op.
's Avonds brengt de jongen twaalf konijnen naar het paleis. De prinses wil niet trouwen met een boerenpummel en de jongen moet opnieuw de konijnen hoeden. De prinses verkleedt zich als boerenmeid en komt met een melkemmer naar de jongen. De jongen herkent de prinses, maar houdt zich dom. De jongen zegt dat ze een konijn kan krijgen voor een kus en de prinses doet dit. De jongen blaast later op zijn fluitje en het konijn komt terug. Als de koning 's avonds weer twaalf konijnen terug krijgt, verzint hij een list. De koning verkleedt zich als bediende, maar de jongen herkent hem. De koning wil een konijn kopen, maar de jongen zegt dat hij alleen een konijn kan krijgen voor een buiging. De koning maakt een diepe buiging en krijgt een konijn mee. Later blaast de jongen op zijn fluitje en het konijn ontsnapt. 's Avonds brengt de jongen opnieuw twaalf konijnen terug en de koning zegt dat de jongen niet met de prinses mag trouwen, het is een zak vol gekkigheid.
De jongen vertelt dan over de opperjachtmeester die erin toestemde met een proppenschieter tien proppen in zijn vollemaansgezicht te laten schieten. De koning lacht en laat de opperjachtmeester in een zak stoppen. Dan vertelt de jongen over de boerenmeid die een kus gaf, misschien was het wel een verklede prinses. De koning is verbaasd en de prinses geeft toe; ze vindt de jongen steeds leuker. Er wordt geroepen dat de prinses in de zak moet, maar dit gebeurt niet. Dan vertelt de jongen over een hofbediende, die misschien wel een koning was. De koning wil niet uitgelachen worden en zegt dat de jongen geen domkop is. De jongen mag met de prinses trouwen en niet lang daarna wordt de bruiloft gevierd.

## Achtergronden
- Het verhaal is bewerkt naar  De pruimenjongen uit Friesland's volksleven van vroeger en later (1896).
- Het verhaal van een arme boerenjongen die de koning aftroeft door slimmigheid en hem vervolgens laat lachen, is internationaal bekend. Een variant komt voor in Limburg.
- Vergelijk met De gouden gans.